# 프란치스코회

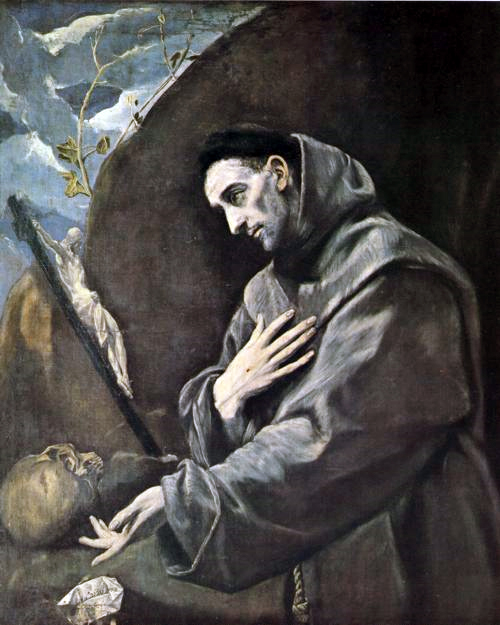
프란치스코회의 창설자 아시시의 성 프란치스코, 엘 그레코.

프란치스코회(Ordo Fratrum Minorum)는 “성 프란치스코의 수도규칙”을 따르는 천주교 탁발수도회다. 프란치스코회의 회원과 성 프란치스코의 수도규칙을 따르는 무리를 간단히 “프란치스칸”이라고 부르며, 프란치스칸 가족에는 1회(작은형제회, 꼰벤뚜알 프란치스코회, 카푸친 작은형제회)와 2회(클라라수녀회) 그리고 3회(수도3회, 율수회, 재속프란치스코회)와 재속회 등이 있다.
프란치스칸의 기원은 아시시의 성 프란치스코가 창립한 초기 형제들과 교회사적으로 탁발 수도회까지 거슬러 올라간다. 이들은 거리의 설교자로서 복음적 삶의 형태를 기본으로 우선적으로 일을 하고 필요에 따라 애긍을 하며 생계를 유지하였다. 사람들에게 설교를 하고 가난한 사람이나 병이 든 사람, 특히 한센병 환자들을 돌보는 데 주력하였다.

## 한국 현황

### 로마 가톨릭교회
- 작은형제회
- 꼰벤뚜알 프란치스코 수도회
- 카푸친 작은형제회

### 개신교
성공회
- 프란시스 수도회

## 같이 보기
- 아시시의 성 프란치스코
- 작은형제회
- 꼰벤뚜알 프란치스코회
- 카푸친 작은형제회
- 교황 프란치스코